# Room Ten
Room Ten è un videogioco simile a una versione tridimensionale di Pong, pubblicato nel 1986 per Commodore 64, ZX Spectrum e Amstrad CPC e nel 1987 per Commodore 16 dalla britannica CRL Group.

## Modalità di gioco
Il gioco rappresenta uno sport futuristico simile al tennis e allo squash, giocato in una stanza a forma di lungo parallelepipedo completamente chiusa e con gravità molto bassa, da due avversari con due racchette rettangolari telecomandate.
Possono partecipare un giocatore contro il computer oppure due giocatori in competizione.
Le due racchette si muovono sulle due facciate opposte più piccole della stanza e la palla viaggia senza sosta in tre dimensioni, con la possibilità di rimbalzare sulle pareti, sul pavimento o sul soffitto. Se la palla sfugge alla racchetta dell'avversario e tocca la sua facciata, si segnano 5 punti; si vince ai 35.
La racchetta si sposta in tutte le direzioni lungo la facciata, ma piuttosto lentamente, per cui è necessario anticipare la traiettoria della palla in arrivo. La direzione di respinta della palla può essere molto influenzata dal movimento relativo della racchetta.
La schermata di gioco è divisa orizzontalmente e ciascuna metà mostra la prospettiva di uno dei partecipanti, anche quando si gioca in singolo. La visuale di ciascun giocatore è in prima persona, da dietro la propria racchetta, che è trasparente. Durante il movimento la racchetta rimane sempre al centro della propria metà schermo, mentre la prospettiva sulla stanza cambia.
Sono impostabili via menù l'abilità dell'avversario computerizzato, la velocità della palla, lo schema di colori del campo e la lingua del gioco.